# Andrade Furtado
Manoel Antônio de Andrade Furtado (Quixeramobim, 28 de janeiro de 1890, Fortaleza, 16 de abril de 1968), filho de José Furtado de Mendonça Bezerra de Menezes e Ana Stela Saraiva de Andrade, foi um advogado, poeta, teólogo, filósofo, professor, ensaísta, escritor, jornalista e integralista brasileiro.
Sua família está ligada à criação de gado em Quixeramobim desde o século XIX. Seu avô paterno era o Capitão da Guarda Nacional Vasco Rogério Furtado de Mendonça e Menezes, e seu avô materno o arrecadador de impostos, vereador e presidente da Câmara Municipal de Quixeramobim Manuel Antônio de Andrade.
Ao lado de Barão de Studart, de quem foi muito amigo, exerceu a vice-presidência da Sociedade de São Vicente de Paulo.

## Biografia
Alfabetizou com suas tias Idalina Andrade e Maria do Patrocínio Furtado. Vindo para Fortaleza, ingressou no Liceu do Ceará, onde fez os chamados "preparatórios", e bacharelou-se pela antiga Faculdade de Direito do Ceará em 8 de dezembro de 1915, sendo o orador da sua turma. Ainda acadêmico, ensinou em muitos colégios, no Instituto de Humanidades, depois Colégio Nogueira, de Joaquim da Costa Nogueira; no Colégio Colombo, do Dr. Leiria de Andrade; no Instituto Miguel Borges, de Odorico Castelo Branco; e na Fênix Caixeiral.
Casou-se duas vezes. Suas esposas foram suas primas Maria Alexandrina 'Lili' Castelo Branco, e Maria Dilara Bezerra de Menezes.
Do primeiro matrimônio teve os filhos Maria Abigail, Maria Estela, professoras; e José Abner, sacerdote católico. Do segundo, houve: Maria Liara; Maria Noélia; Maria de Lourdes; Luís Edgard, importante jornalista da Organização Globo durante a Ditadura Empresarial-Militar; Paulo Abel e Gil Rubens, funcionários da Universidade Federal do Ceará; Margarida Maria, socióloga, e Manuel Antônio de Andrade Filho, bancário.
Dois anos após receber seu diploma, mediante concurso, retornou à Faculdade de Direito como professor de Economia Política, Finanças e Direito Administrativo, e como diretor. Também foi Professor da Faculdade de Filosofia e da Escola de Agronomia. Foi Vice-reitor da Universidade Federal do Ceará além de Juiz do Tribunal Regional Eleitoral em mais de uma ocasião. Foi colega de departamento de Waldemar Falcão, que viria a tornar-se ministro de Getúlio Vargas em 1937.
Em 1932, tornou-se membro do Instituto do Ceará.
Manteve boas relações com o Interventor Federal do Estado do Ceará Menezes Pimentel e ocupou interinamente o cargo cinco vezes, sendo elas: de 31 de outubro a 15 de dezembro de 1939; de 31 de outubro a 7 de dezembro de 1942; de 17 de janeiro a 17 de março de 1944; de 8 de janeiro a 16 de fevereiro e de 14 de junho a 25 de julho de 1945.
Também foi Secretário de Estado e membro e presidente da Academia Cearense de Letras (cadeira n° 26, patrono: Manoel Soares da Silva Bezerra).

## Direito
Em 1 de janeiro de 1925, constituiu, juntamente com Antônio Ildefonso de Araújo e José Acúrcio Saraiva, a firma “Furtado, Saraiva & Cia.” Com o falecimento de Antônio Ildefonso de Araújo, passa a ocupar, a partir de fins de 1929, a presidência do Crédito Popular São José (Banco Popular de Fortaleza S/A, a partir do Estado Novo), da Arquidiocese de Fortaleza, do qual já era secretário desde sua instalação em 1920 e permaneceria no cargo de forma contínua até 1968.

## Jornalismo

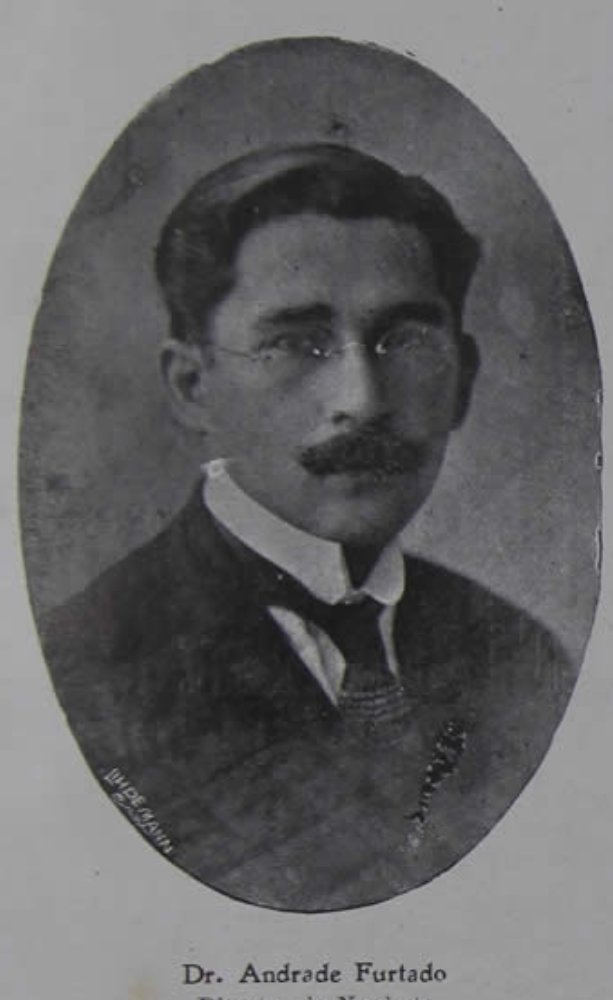
Dr. Andrade Furtado

### Correio do Ceará
Decano da imprensa cearense, iniciou-se em 1909 em O Bandeirante, que fundou juntamente com José de Mendonça Nogueira; Redator-secretário do Diário do Estado. Redator-chefe do Correio do Ceará. 

### O Nordeste
Era um membro de destaque na Ação Católica fortalezense e tinha relações próximas com o Arcebispo Dom Manuel da Silva Gomes, e a seu pedido deixa, em junho de 1922, o cargo de redator-chefe do Correio do Ceará para ocupar igual cargo no jornal católico O Nordeste, lançado no dia 29 daquele mês e ano.
Sob seu comando, o jornal O Nordeste tinha como linha editorial o combate ao liberalismo, ao laicismo, ao judaísmo, ao socialismo, e, partir da década de 1930, a defesa ao integralismo e ao nazismo.
Durante a Era Vargas, o jornal buscava ser o organizador coletivo da sociedade civil fortalezense, através da formação das imagens de pânico moral que caracterizava a visão anticomunista; do apoio veemente do periódico à Revolução de 1930 e à ditadura do Estado Novo getulista; das orientações do órgão ao eleitorado católico, incluso o primordial voto feminino, tendo funções de partido político exercidas nas eleições de 1933 a 1936, e do clamor que fazia, independentemente da conjuntura, pela instalação urgente de um “Estado forte” no Brasil com Getúlio Vargas à frente.
Em 27 de fevereiro de 1932, sob o título de "O pensamento da mocidade militar", publica na íntegra o discurso do Tenente João Carvalhedo, futuro comandante das Forças Integralistas, na posse da diretoria do Clube 3 de Outubro.
Considerava Plínio Salgado porta-voz dos anseios e das ideias novas da mocidade brasileira. Em 14 de março de 1932, publica a primeira nota política de Plínio Salgado, intitulada "Rumos à Ditadura". Defendeu abertamente o integralismo e elogiou Adolf Hitler, Benito Mussolini, o general português Oscar Carmona, Primo de Rivera, da Espanha, o fascismo clerical de António de Oliveira Salazar, em Portugal e de Engelbert Dollfuss, na Áustria.
O jornal criticava Adolf Hitler por este descrer da verdade católica ao "reproduzir o abecedário marxista" sobrepondo as carências materiais às necessidades espirituais e pela "divinização da raça", considerada uma prática bárbara e anticristã. Apesar disso, o jornal chegou a celebrar algumas ações nazistas, como a "perseguição implacável ao comunismo".
No entanto, com o tempo, o periódico passou a criticar mais severamente o nazismo, especialmente após os desdobramentos do Congresso de Nuremberg em 1935 e a aliança nazi-comunista em 1939. O jornal destacava a vileza de Hitler e Alfred Rosenberg ao romperem a Concordata de 1933 e perseguirem implacavelmente os sacerdotes católicos.
O Nordeste comparou as ações de Rosenberg com o neopaganismo, e a perseguição a clérigos católicos foi um ponto central na postura antinazista do jornal, comparando a situação de líderes católicos perseguidos na Alemanha com figuras históricas brasileiras que enfrentaram perseguições religiosas, como Dom Vital.

## Liga Eleitoral Católica

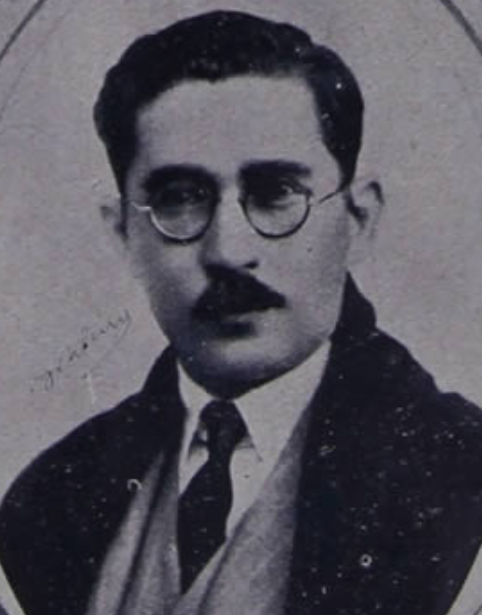
O filósofo Andrade Furtado

Em 1932, funda e dirige com Ubirajara Índio do Ceará a seção local da Liga Eleitoral Católica (LEC), que diferente do resto do país, no Ceará ultrapassa a mera indicação de voto e obtém registro partidário próprio. Uma semana antes das eleições de 12 de outubro, a LEC, através de uma coligação de soldados veteranos da sedição de Juazeiro, conservadores, integralistas e latifundiários, lança a candidatura vitoriosa do professor de direito Francisco de Menezes Pimentel ao Governo do Estado.
Em 1936, a LEC elege para Prefeito de Fortaleza Raimundo Alencar Araripe. Essa eleição foi a chave para a implementação da Ação Católica Brasileira na capital cearense.
Como redator chefe do jornal católico de Fortaleza, O Nordeste, utilizou a imprensa para defender a LEC, e mobilizar da campanha dos católicos. Divulgou amplamente as chapas inscritas e publicou artigos, telegramas e comunicados que estavam relacionados aos políticos da Liga.
Foi Presidente, Secretário-Geral e Orador do Círculo Operário de Fortaleza.

## Morte
Faleceu na sua residência, na Praça do Colégio Militar, em Fortaleza, em 16 de abril de 1968.

## Obras
- Discurso (oração oficial da turma de bacharelandos (1915);
- Liberdade Econômica e Instrução Pública (tese, 1917);
- O Nacionalismo e a Imprensa (1918);
- A Solução do Magno Problema do Ceará (1925);
- A Catedral (1942);
- A Extensão do Direito (1950);
- Ensino Jurídico (1954);
- Esboços e Perfis (1957).
- Elogio Fúnebre de S. S. o Papa Pio X;
- A reabilitação da mulher pelo Cristianismo;
- O ensino jurídico;
- O ensino religioso;
- O País de Amanhã;
- A fundação da Faculdade de Direito;
- O centenário de Ozanam;
- Para que o mundo pense;
- O Papa — Defensor do Direito Internacional;
- A Filosofia do Desastre;
- O jubileu da Academia.

### Artigos na Revista do Instituto do Ceará
- "O Culto do Santíssimo Sacramento na vida colonial da Terra de Santa Cruz" (1934),

- "O IV Centenário de Anchieta" (1935),
- "Tricentenário de Nassau" (1936),
- "Liberdade de Cáthedra" (1937),
- "Pior que a imoralidade" (1939),
- "O IV Centenário da Companhia de Jesus" (1940),
- "Cearense-padrão" (1941),
- "A Catedral" (1942),
- "Legenda de Glória" (1943),
- "Recepção aos Novos Sócios - Dom Antônio de Almeida Lustosa" (1944),
- "O Papa - defensor do Direito Internacional" (1945),
- "O Centenário da Princesa Isabel" (1946),
- "O Centenário de Carlos de Laet" (1947),
- "O Centenário de Joaquim Nabuco" (1949),
- "Para que o mundo pense" (1950),
- "O Centenário de Justiniano de Serpa" (1952),
- "Quixeramobim e sua vida religiosa" (1955),
- "Jubileu literário" (1956),
- "à sombra da Cruz" (1957),
- "Perenidade da Glória" (1961),
- "O Centenário de Dom Quintino" (1963),
- "O Padre Guilherme Vassen - discípulo fiel" (1964),
- "Jardineiro e Pastor" (1965),
- "Didata e beletrista" (1966),
- "Efeméride Memorável" (1967),
- "Marcha do Centenário" (1972),
- "Terra da Luz" (1984).

## Homenagens
- Patrono da Academia Quixeramobiense de Letras, Ciências e Artes,[15]
- Uma rua em Fortaleza que liga a Aldeota ao Cocó foi nomeada em sua homenagem.[16]